# Ceresiella melaena
Ceresiella melaena är en skalbaggsart som beskrevs av Holzschuh 1995. Ceresiella melaena ingår i släktet Ceresiella och familjen långhorningar. Inga underarter finns listade i Catalogue of Life.